# NGC 1710
NGC 1710 = IC 2108 ist eine Elliptische Galaxie vom Hubble-Typ E/S0 im Sternbild Hase nördlich der Ekliptik. Sie ist schätzungsweise 220 Millionen Lichtjahre von der Milchstraße entfernt und hat einen Durchmesser von etwa 80.000 Lichtjahren. Vom Sonnensystem aus entfernt sich die Galaxie mit einer errechneten Radialgeschwindigkeit von näherungsweise 5.000 Kilometern pro Sekunde.
Im selben Himmelsareal befinden sich unter anderem die Galaxien PGC 16443, PGC 146766, PGC 910521, PGC 914371.
Das Objekt wurde am 14. November 1885 vom US-amerikanischen Astronomen Francis Leavenworth entdeckt.